# 平木政次
平木 政次（ひらき まさつぐ、安政6年8月11日（1859年9月7日）‐ 昭和18年（1943年）4月7日）は江戸時代末期から昭和時代の洋画家。

## 来歴
五姓田芳柳の門人。始め柳静と号した。備中松山藩の藩士として江戸藩邸に生まれる。明治6年（1873年）に横浜に移住、芳柳に師事、同年、師とともに浅草へ転居した。明治11年（1878年）、松田緑山の玄々堂に入社して石版画を学んでいる。明治13年（1880年）から教育博物館（現・国立科学博物館）に画工として採用されており動植物の標本図などを描いている。明治10年（1877年）の第1回内国勧業博覧会に「九段招魂社より富嶽を望む図」を出品、明治14年（1881年）の第2回内国勧業博覧会には「不忍池畔」を出品した。明治22年（1889年）には明治美術会に参加した。翌年、帝国大学理科大学の技手となり、後に助手を務めている。また、太平洋画会に出品したほか、第1回文展に「残雪」を出品している。昭和11年（1936年）、日本エッチング研究所出版部から当時の洋画界を記録した『明治初期洋画壇回顧』を執筆出版する。享年85。

## 作品
- 「箱根」　油絵具　キャンバス　明治27年　東京国立博物館所蔵
- 「哺乳類写生図」　水彩絵具　紙　国立科学博物館所蔵
- 「鳥類写生図」　水彩絵具　紙　国立科学博物館所蔵
- 「魚類写生図」　水彩絵具　紙　国立科学博物館所蔵
- 「鳥類写生図」　水彩絵具　紙　国立科学博物館所蔵